# 竹埠港湘江大桥
竹埠港湘江大桥位于湖南省湘潭市雨湖区和岳塘区境内，为沪昆高速公路潭邵段跨越湘江一座特大高架桥梁。桥长1178米，为分离式双幅桥，两幅桥间距1米。主桥为3×98米的刚构桥，东西引桥均为连续箱梁，引桥主跨为42米。2001年已完成半幅主体工程。2002年12月26日，大桥随沪昆高速公路潭邵段通车运营。
2012年4月，一艘运砂船撞向桥墩并导致船体倒扣、横卡在桥墩之间，五人落水下落不明，事故未对桥体造成影响。

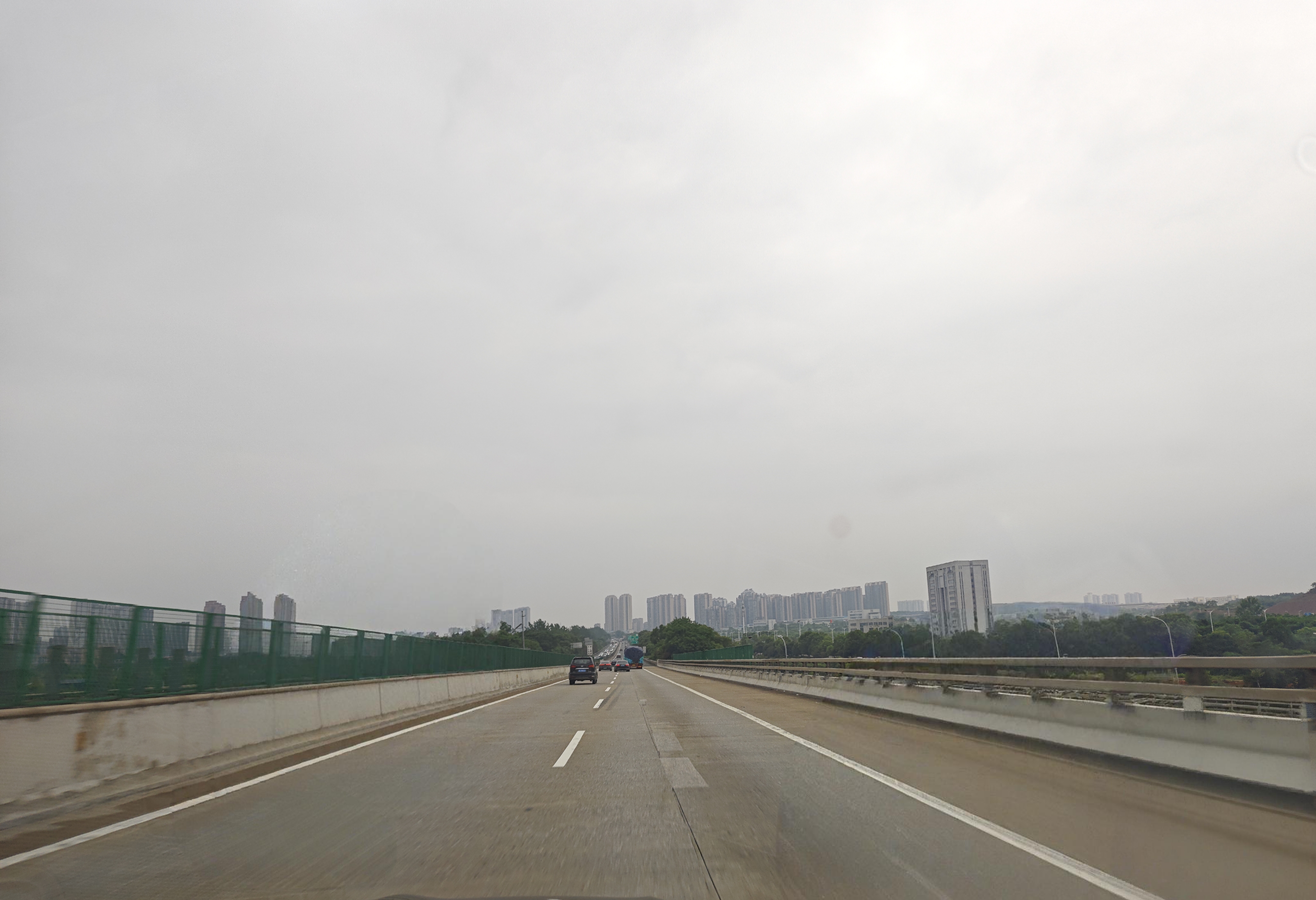
竹埠港湘江大桥路面